# Aechmea floribunda
Espèce
Classification phylogénétique
Aechmea floribunda est une espèce de plantes de la famille des Bromeliaceae, endémique de la forêt atlantique (mata atlântica en portugais) au Brésil.

## Synonymes
- Aechmea platynema (Gaudich.) Baker ;
- Hohenbergia platynema (Gaudich.) Baker ;
- Hoplophytum platynema (Gaudich.) Beer ;
- Pironneava floribunda (Mart. ex Schult. & Schult.f.) Wittm. ;
- Pironneava platynema (Gaudich.) ;
- Streptocalyx floribunda (Mart. ex Schult. & Schult.f.) Mez ;
- Streptocalyx platynema (Gaudich.) Lindm..